# 1С91
1С91 — советская самоходная установка разведки и наведения ЗРК 2К12 «Куб».

## Описание конструкции
Самоходная установка разведки и наведения 1С91 в составе ЗРК 2К12 «Куб» предназначена для решения задач обнаружения целей и вычисления их координат. Для разграничения целей на вражеские и дружественные в СУРН 1С91 имеется система определения «Свой-Чужой». Осуществляет сопровождение и подсветку выбранной для обстрела цели.
Для решения боевых задач в состав СУРН 1С91 входят две РЛС: станция обнаружения целей 1С11 и станция наведения ракет 1С31, антенны этих двух РЛС размещены в два яруса и вращаются независимо друг от друга.

### Средства наблюдения и связи

#### СОЦ 1С11
Станция обнаружения целей 1С11 выполняет функции обнаружения целей, а также определяет принадлежность цели по системе «Свой-Чужой». 1C11 имеет когерентно-импульсную антенну кругового обзора, которая совершает 20 оборотов в минуту. Зона действия РЛС: по дальности от 3 до 70 км, по высоте от 30 до 7000 м. Станция работает в сантиметровом диапазоне радиоволн и имеет два независимых приёмо-передающих канала. Угол места 1С11 составляет 20° при импульсной мощности 600 кВт и ширине лучей по азимуту 1°.
Для борьбы с помехами, в СОЦ 1С11 предусмотрены следующие средства:
1. Система селекции движущихся целей;
2. Перестройка частоты передатчиков;
3. Подавление несинхронных импульсных помех;
4. Модуляция частоты повторения импульсов;
5. Ручная регулировка усиления приёмных каналов.

#### СНР 1С31
Станция наведения ракет 1С31 предназначена для захвата цели и последующего её сопровождения и подсветки для головки самонаведения ЗУР. Данные для захвата цели СНР 1С31 получает от СОЦ 1С11, вероятность захвата составляет 90 %. СНР 1С31 представляет собой РЛС, которая работает с двумя независимыми каналами. Излучатели каналов располагаются на общей антенне в фокальной плоскости параболического отражателя. Средняя ошибка сопровождения цели составляет около 10 метров по дальности и около 00-05 д. у. по угловым координатам. В случае подавления СНР 1С31 радиоэлектронными помехами, цель по угловым координатам сопровождается с помощью телевизионно-оптического визира.

## Ходовая часть
В качестве базы использовалось шасси производства ММЗ, имевшее по классификации ГБТУ обозначение «Объект 568».

## Модификации
- 1С91 — базовый вариант для ЗРК 2К12 «Куб»
- 1С91М — модифицированная самоходная установка разведки и наведения для ЗРК 2К12М «Куб-М»
- 1С91М1 — модифицированная самоходная установка разведки и наведения для ЗРК 2К12М1 «Куб-М1»
- 1С91М2 — модифицированная самоходная установка разведки и наведения для ЗРК 2К12М2 «Куб-М2»
- 1С91М3 — модифицированная самоходная установка разведки и наведения для ЗРК 2К12М3 «Куб-М3» и 2К12М4 «Куб-М4»